# Automotrici MaK GDT
Le automotrici MaK GDT sono veicoli ferroviari leggeri a trazione diesel realizzate dalla tedesca MaK a partire dal 1953 per alcune imprese ferroviarie locali di Germania e Paesi Bassi. Alcuni esemplari di esse prestarono servizio per un certo periodo anche in Italia.

## Caratteristiche
Il modello GDT (acronimo di Großraum-Dieseltriebwagen, automotrice diesel a grande capacità), fu sviluppato nei primi anni cinquanta dalla Maschinenbau Kiel per ferrovie private e a basso traffico.
11 unità furono realizzate fra il 1953 ed il 1960 per alcune linee del nord della Germania. La ferrovia danese Odsherreds Jernbane (OHJ) nel 1961 acquisì 2 ulteriori esemplari, classificati Mo 25-26, dotati di 66 posti a sedere ed equipaggiati di intercomunicante sulle testate, che avevano una velocità massima di 120 km/h.
Il progetto delle casse era in qualche modo derivato dalle carrozze a vestibolo centrale allora realizzate per le Deutsche Bundesbahn.
Ogni motore azionava un asse di ciascun carrello (rodiggio (1A)'(A1)'), ad eccezione della VT81 consegnata alla Kleinbahn Kiel–Segeberg in cui i motori azionavano entrambi gli assi.

### Esemplari prodotti
Le automotrici furono consegnate originariamente alle seguenti imprese:
- Kiel-Schönberger Eisenbahn - KSE (ferrovia Kiel-Schönberg) - 1 unità
- Kiel-Segeberger Eisenbahn - KS (ferrovia Kiel-Segeberg) - 2 unità
- Osthannoversche Eisenbahnen - OHE (ferrovia dell'est di Hannover) - 7 unità
- Kleinbahnen Niebüll-Dagebüll - KND (ferrovia Niebüll-Dagebüll) - 1 esemplare
- Odsherreds Jernbane - 2 esemplari

In seguito alla soppressione del servizio passeggeri su tali linee, le automotrici furono vendute ad altre imprese tedesche, danesi e italiane.

## Servizi

### Automotrice KSch VT 85
Consegnata nel 1953 alla KSch - Kleinbahn-AG Kiel-Schönberg di Kiel (dal 1963 KSE - Kiel-Schönberger Eisenbahn, "Ferrovia Kiel-Schönberg"), nel 1975 l'automotrice fu venduta alla SWEG - Südwestdeutsche Eisenbahnen AG di Lahr (Schwarzwald).
Nel 1993 l'unità venne smotorizzata e, trasformata nella rimorchiata VB 85, ceduta nel 2000 alla VBK - Verkehrsbetriebe Wolfgang Kissel di Kriegsfeld, dal 2001 RHEB - Rheinhessische Eisenbahn.
Nuovo passaggio di mano nel 2005, con la cessione dell'unità alla WB - WiehltalBahn GmbH, presso la quale viene pressoché distrutta da un incendio nel 2011 e conseguentemente demolita nel 2012.

### Automotrici KS VT 80-81
Le unità furono consegnate rispettivamente nel 1953 e 1955 alla KS - Kleinbahn-AG Kiel-Segeberg di Kiel ("Ferrovia Kiel-Segeberg"). Nel 1963, dopo un periodo di noleggio, le stesse furono cedute alla KSE - Kiel-Schönberger Eisenbahn AG (poi GmbH).
- La prima unità passò nel 1977 alla WN - Württembergische Nebenbahnen AG di Stoccarda che la riclassificò inizialmente come "80" e poi, nel 1981, come "VT 404". Nel 1984 essa passò infine alla WEG - Württembergische Eisenbahn-Gesellschaft, presso la quale venne demolita nel 1990[1].
- L'altra unità fu ricostruita nel 1964 a cura dell'officina TWE-Hauptwerkstatt di Lengerich ed immessa in servizio nel 1966 come "VB 181". Ceduta anch'essa, nel 1981, alla SWEG - Südwestdeutsche Eisenbahnen AG (dal 1984 Südwestdeutsche Verkehrs-Aktiengesellschaft), nel 1994 l'automotrice passò nuovamente di mano, ceduta alla AVG - Albtal-Verkehrs-Gesellschaft mbH di Karlsruhe. Nel 1996, infine, il rotabile fu acquisito dall'associazione VBV - Verein Braunschweiger Verkehrsfreunde di Braunschweig[1].

### Automotrici OHE DT 0515-0518, 0520-0522

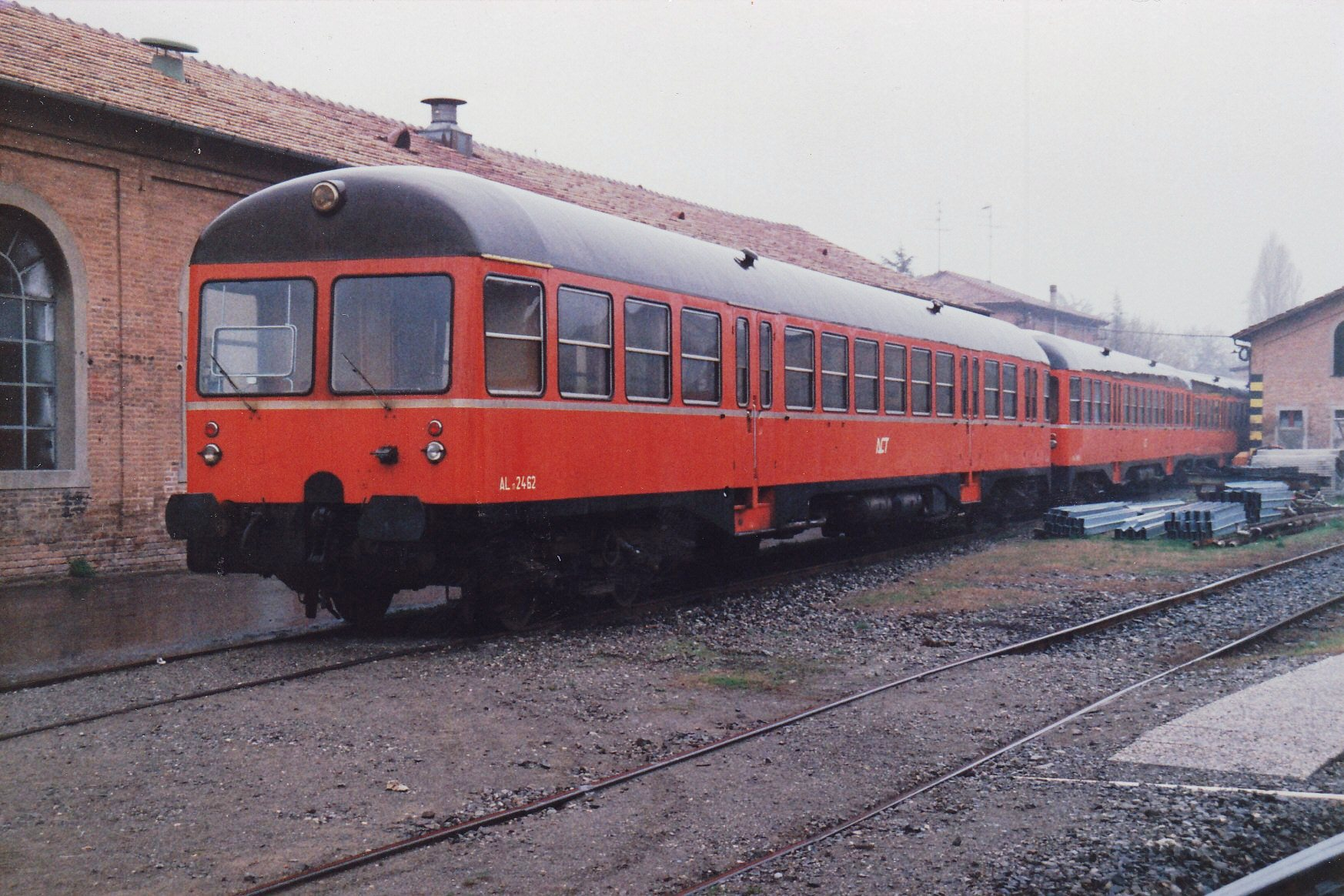
Automotrice ACT ALn 2462 a Reggio Santa Croce nel 1988

Tale gruppo di 7 automotrici, il più numeroso fra quelli prodotti, era destinato alle OHE - Osthannoversche Eisenbahnen ("Ferrovia dell'est di Hannover") cui furono consegnate nel 1954-1955 (unità 0515-051) e 1959 (0520-0522).
Negli anni sessanta la classificazione mutò leggermente, cambiando le unità il prefisso in "DGT".
Nel 1977 poi 6 unità furono trasferite in Italia quando vennero acquistate dalla Azienda Consorziale dei Trasporti (ACT) di Reggio Emilia per essere impiegate in servizio sulle linee sociali per Ciano d'Enza, Guastalla e Sassuolo: le vetture vennero ri-classificate come ALn 2457-2462 e dopo aver circolato per breve tempo con la vecchia livrea rosso scuro, ricevettero i nuovi colori aziendali dell'epoca, ovvero crema e rosso mattone.
Circa a metà degli anni ottanta poi tali automotrici ricevettero una revisione leggera nelle officine sociali di Reggio Santa Croce, che comportò un nuovo cambio di colorazione dal rosso mattone/crema "ex CCFR" a una nuova vivace livrea arancio.
Da metà degli anni '90 le MaK iniziarono ad essere accantonate in seguito all'immissione in servizio di unità più moderne, ma essendo ancora molto efficienti, le stesse furono acquistate nel 2000 dalla società tedesca Arbeitsgemeinschaft Verkehrsfreunde (Associazione amici dei trasporti) AVL di Lüneburg, che ne curò il rientro in Germania.
- La prima unità, classificata nuovamente DGT 0515, acquisì nel 2007 anche la marcatura unificata 95 80 0301 508-7 D-TEL; nel 2008 risultava tuttavia ancora accantonata, di proprietà della stessa AVL[1].
- Le unità ex DGT 0516, 0517, 0520 e 0522 trovarono un acquirente nella PEG - Prignitzer Eisenbahn GmbH di Putlitz, che le riclassificò "VT 20-23". Nel 2010 le "nuove" VT 21-23 furono cedute alla Westloc - Westfälische Localbahn ("Ferrovie regionali della Vestfalia") di Bielefeld. La ex 0520 subì invece un destino diverso: ceduta nel 2002 alla Vossloh Locomotives GmbH di Kiel, nel 2004 fu da questa noleggiata dapprima al museo ferroviario Verein Verkehrsamateure und Museumsbahn (VVM) di Amburgo e successivamente alla NEG Niebüll. Nel 2006 l'automotrice fu acquisita dalla MWB - Mittelweserbahn GmbH e riclassificata "T 3" (nel 2007 le fu assegnata la numerazione unificata NVR 95 80 0303 001-1 D-MWB). Nel 2010, infine, la stessa fu acquisita dalla DEV - Deutscher Eisenbahn-Verein di Bruchhausen-Vilsen[1].
- La ex 0518, rimasta in carico all'AVL, nel 2007 ha acquisito la numerazione unificata NVR 95 80 0301 511-1 D-TEL. La stessa è impiegata per i servizi "Heide Express" sulla rete OHE.[1].

L'unità 0521, unica sempre rimasta in Germania, nel 1977 fu ceduta alla già citata SWEG, che la immatricolò come "VT 521" impiegandola fino al 1994. l'automotrice venne quindi ceduta nel 1994 alla AVG - Albtal-Verkehrs-Gesellschaft mbH di Karlsruhe e, due anni dopo, all'associazione VBV - Verein Braunschweiger Verkehrsfreunde di Braunschweig.

### Automotrice KND T3
Nel 1961 la Mak consegnò tale esemplare alla KND - Kleinbahnen Niebüll-Dagebüll di Niebüll, che la immatricolò "T3". Nel 1965 l'impresa mutò ragione sociale in NVAG - Nordfriesische Verkehrsbetriebe AG.
Nel 1996 l'automotrice fu trasferita in Danimarca dove, rinumerata "M 3", prese servizio presso la TTVJ - Tinglev-Tønder Veteran Jernbane di Tønder. Nel 1999 l'unità fu ceduta ad un'altra impresa danese, la AVJ - Aabenraa Veteran Jernbane di Åbenrå, che la impiegò fino al 2005.
Acquistata dalla DRE - Deutsche Regionaleisenbahn GmbH di Berlino, la stessa tornò in Germania ma nel 2008 risultava già accantonata. Fu demolita nel 2012 in seguito ai danni causati da un incendio.

### Automotrici OHJ Mo 25-26
Entrate in servizio nel 1961 presso la OHJ - Odsherreds Jernbane di Nykøbing (Danimarca, dal 2003 rinominata VSL - Vestsjællands Lokalbaner) come Mo 25-26, le due unità subirono nel 1995 una parziale trasformazione che vide la soppressione di uno dei due intercomunicanti.
Entrambe le automotrici furono demolite nel 2007.

## Situazione mezzi
| N° di fabbrica | Anno | Proprietari | Classificazioni                                                                                   | Note                |
| -------------- | ---- | --- | ------------------------------------------------------------------------------------------------- | ------------------- |
| 504            | 1953 | KSE (1953-1975), SWEG (1975-2000), VBK/RHEB (2000-2005), WB (2005-2012)                                                  | VT 85 (1973-2003), VB 85 (2003-2011)                                                              | Incendiata nel 2011 |
| 505            | 1953 | KS (1953-1963), KSE (1963-1977), WN/WEG (1977-1985), SWEG (1985-1990)                                                    | VT 80 (1953-1981), VT 404 (1981-1990)                                                             | Demolita nel 1990   |
| 508            | 1954 | OHE (1954-1977), ACT (1977-2000), AVL (2000-2008)                                                                        | DT 0515 (1954-1997), ALn 2462 (1977-2000), GDT 0515 (dal 2000)                                    | Accantonata         |
| 509            | 1955 | OHE (1954-1977), ACT (1977-2000), PEG (2000-2010), Westloc (dal 2010)                                                    | DT 0516 (1954-1997), ALn 2457 (1977-2000), VT 21 (dal 2010)                                       | In servizio         |
| 510            | 1955 | OHE (1954-1977), ACT (1977-2000), PEG (2000-2010), Westloc (dal 2010)                                                    | DT 0517 (1954-1997), ALn 2458 (1977-2000), VT 23 (dal 2010)                                       | Accantonata         |
| 511            | 1955 | OHE (1954-1977), ACT (1977-2000), AVL (dal 2000)                                                                         | DT 0518 (1954-1997), ALn 2459 (1997-2000), GDT 0518 (dal 2000)                                    | In servizio         |
| 512            | 1955 | KS (1955-1963), KSE (1963-1981), SWEG (1981-1994), AVG (1994-1997), VBV (dal 1997)                                       | VT 81 (1955-1964), VB 181 (1964-1994), VB 475 (1994-1997), VB 181 (dal 1997)                      | Demolita (?)        |
| 513            | 1959 | OHE (1959-1977), ACT (1977-2000), AVL (2000-2002), PEG (2002-2003), Vossloh (2003-2006), MWB (2006-2010), DEV (dal 2010) | DT 0520 (1959-1977), ALn 2460 (1977-2000), GDT 520 (2000-2002), VT 20 (2002-2006), T 3 (dal 2006) | In servizio         |
| 514            | 1959 | OHE (1959-1977), SWEG (1977-1994), AVG (1994-1996), VBV (dal 1996)                                                       | DT 0521 (1959-1977), VT 521 (1977-1994), VT 451 (1994-1996), GDT 521 (dal 1996)                   | In esposizione (?)  |
| 515            | 1959 | OHE (1959-1977), ACT (1977-2000), AVL (nel 2000), PEG (2000-2010), Westloc (dal 2010)                                    | DT 0522 (1959-1977), ALn 2461 (1977-2000), GDT 0522 (2000-2010), VT 22 (dal 2010)                 | Accantonata         |
| 516            | 1961 | OHJ (1961-2003), VSL (2003-2007)                                                                                         | Mo 25 (1961-2007)                                                                                 | Demolita nel 2007   |
| 517            | 1961 | OHJ (1961-2003), VSL (2003-2007)                                                                                         | Mo 26 (1961-2007)                                                                                 | Demolita nel 2007   |
| 518            | 1960 | KND/NVAG (1961-1996), TTVJ (1996-1999), AVJ (1999-2005), DRE (dal 2005)                                                  | T 3 (1960-1996), M 3 (1996-2012)                                                                  | Incendiata nel 2012 |

Nel 2013 risultavano ancora attive le seguenti unità:
- VT 21, presso la Prignitzer Eisenbahn, venduta alla Westfälische Localbahn
- GDT 0518 dell'AVL (Heide Express), ex OHE GDT 0518
- T3 della Mittelweserbahn, ex OHE GDT 0520[4].

## Galleria d'immagini

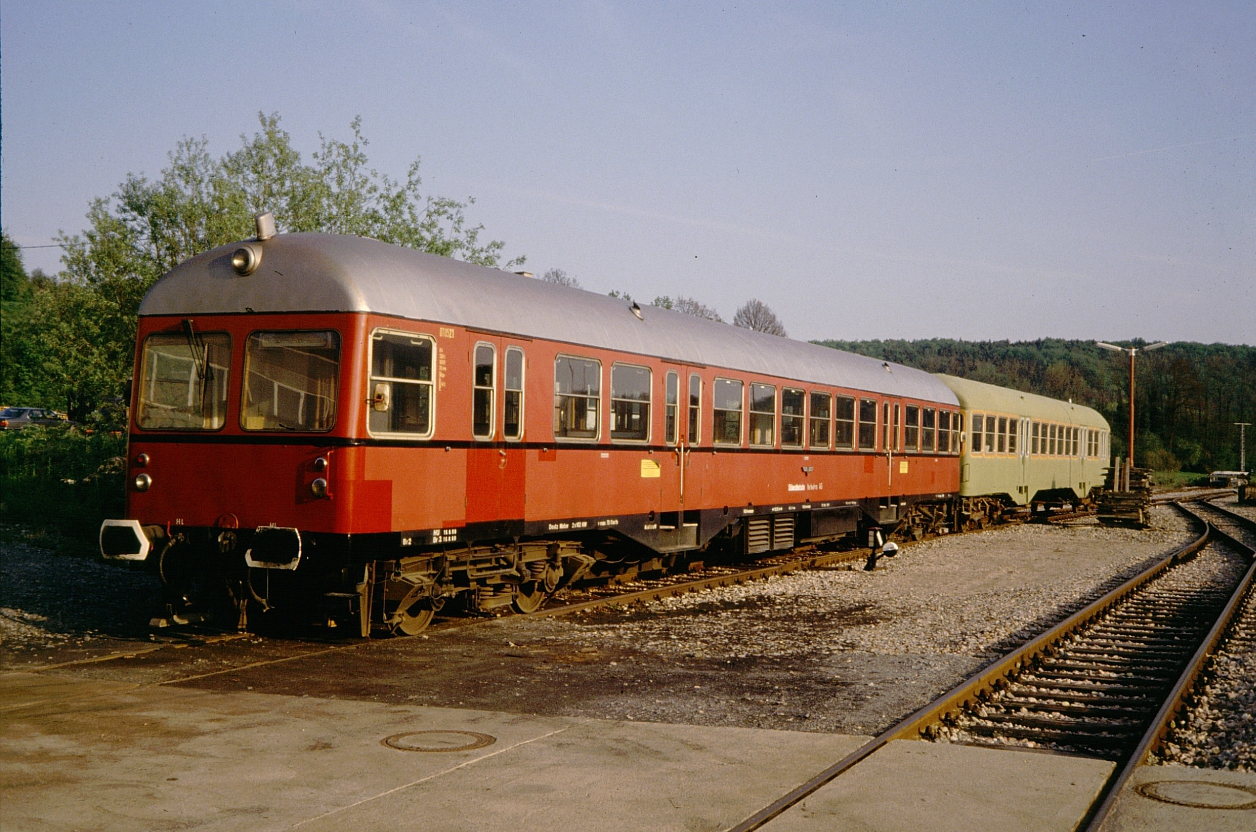
Automotrice VT 521 della SWEG nel deposito di Menzingen
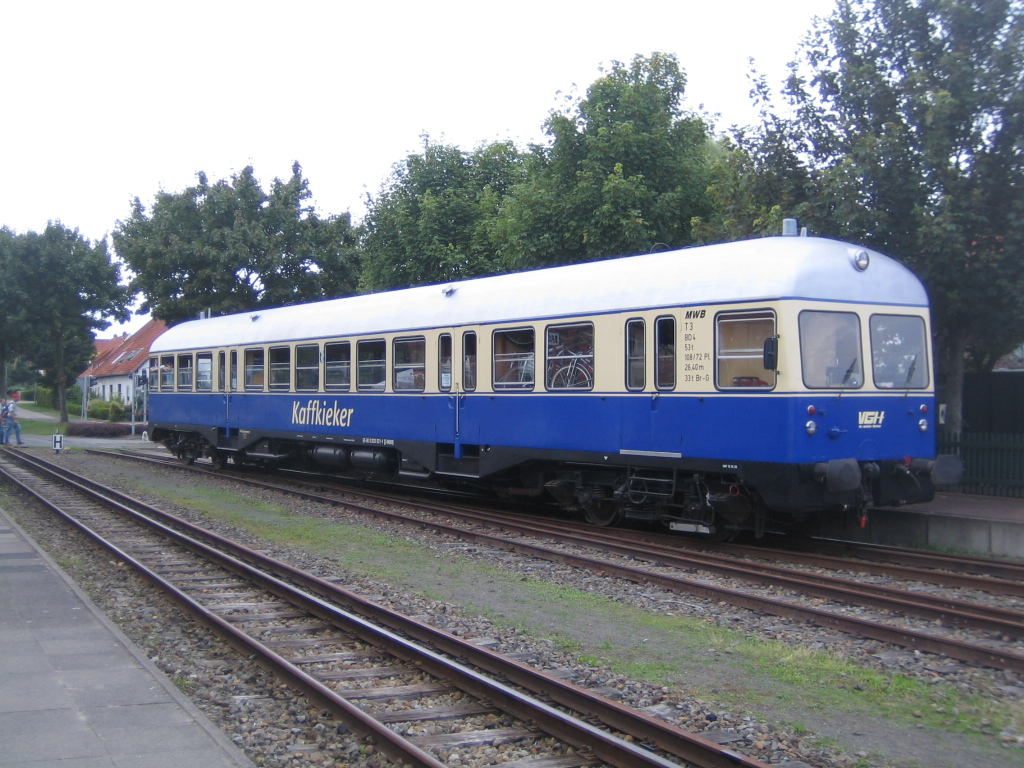
Automotrice T 3 della MWB-Mittelweserbahn, ex OHE GDT 0520, poi ACT ALn 2460, poi PEG VT 20
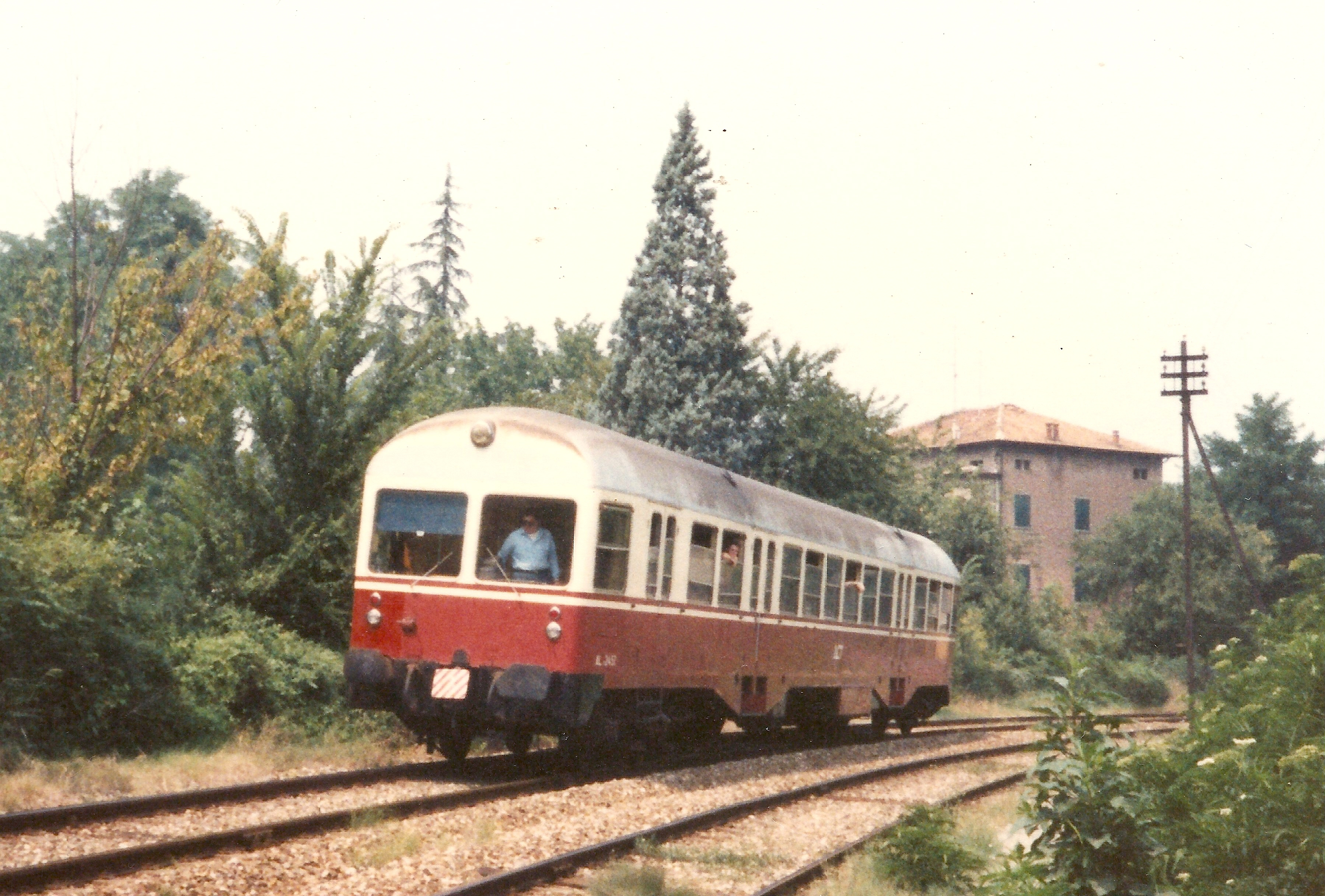
Automotrice MAK ALn 2457 tra Reggio Emilia e Reggio Santa Croce
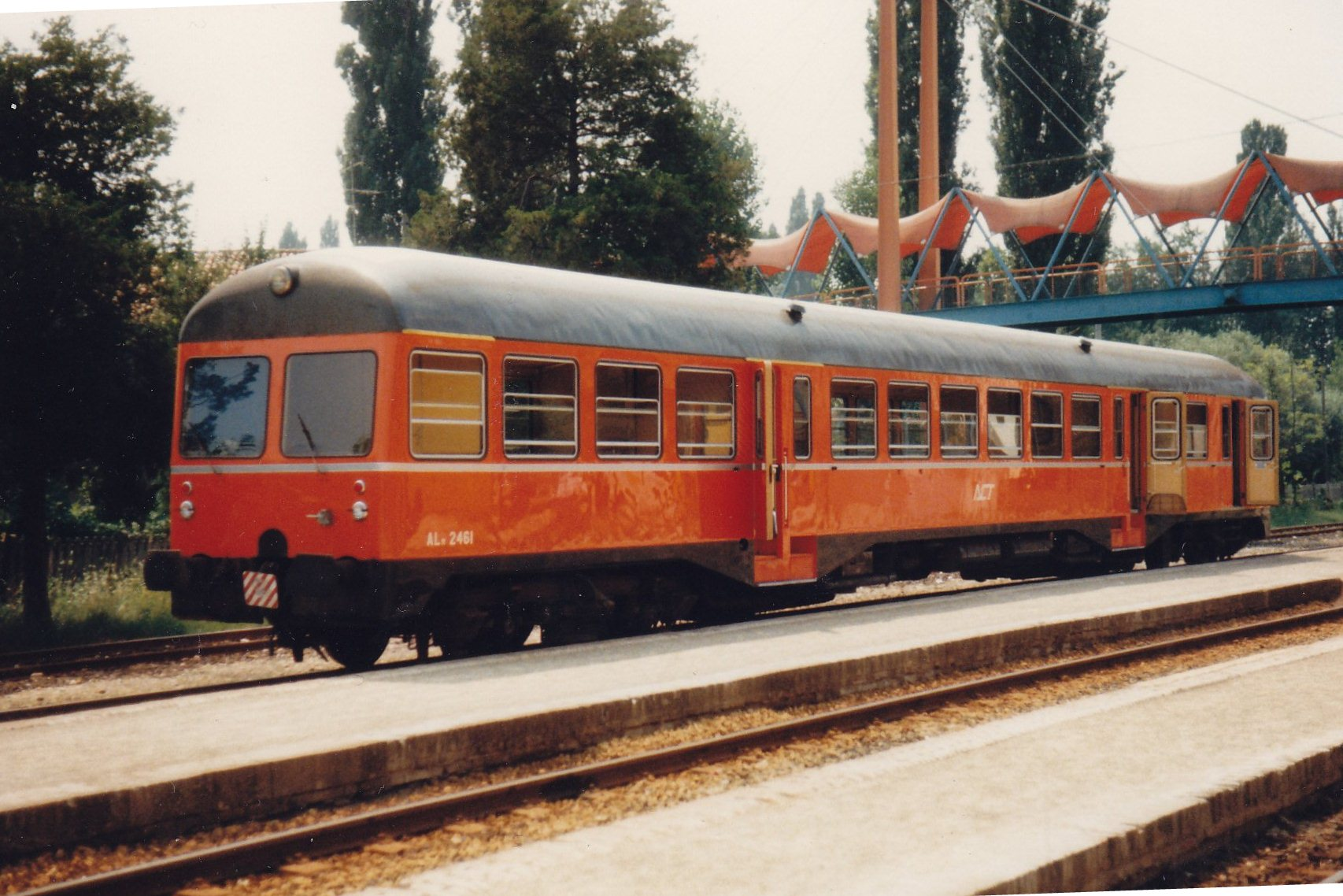
Automotrice ACT ALn 2461 nel 1988
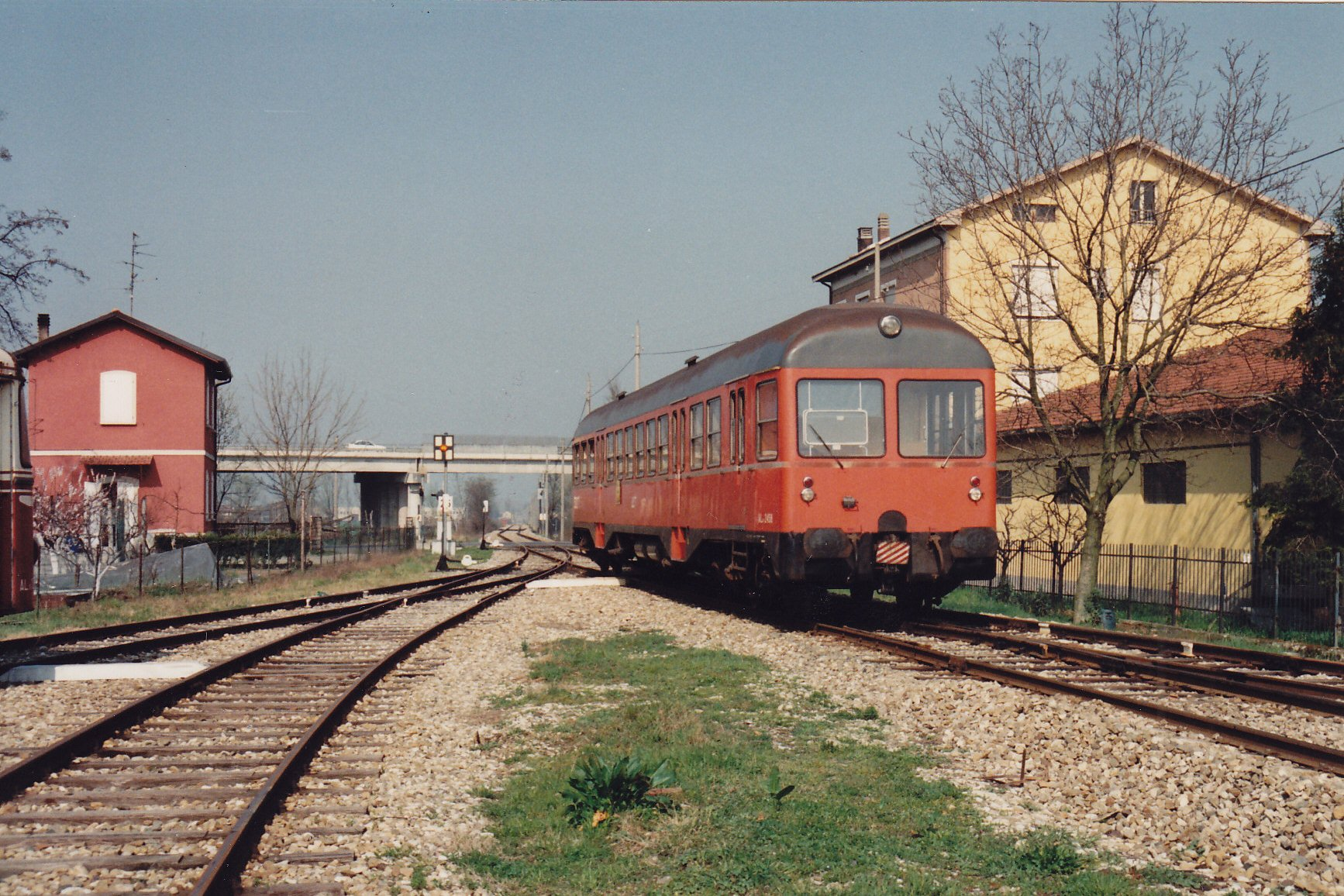
Automotrice Mak dell'ACT nel 1988